# 沙尾駅
沙尾駅（さびえき、中文表記: 沙尾站、英文表記: Shawei Station）は、中華人民共和国深圳市福田区に位置する深圳地下鉄7号線（西麗線）の駅である。

## 駅構造
島式ホーム1面2線の地下駅である。